# Elmar Müller (Politiker)
Elmar Hubert Müller (* 21. Mai 1942 in Esslingen am Neckar) ist ein deutscher Politiker (CDU) und ehemaliger Abgeordneter des Deutschen Bundestages.

## Leben
Müller wurde 1942 als siebtes von zwölf Kindern in Esslingen geboren und wuchs in Wernau (Neckar) auf. Nach dem Besuch der Volksschule folgte ein Besuch der Kaufmännischen Handels- und Berufsschule, die er als Einzelhandelskaufmann beendete. Anschließend leistete er von 1960 bis 1961 seinen Wehrdienst ab. Er war 17 Jahre in der Industrie beschäftigt, bis er Tätigkeiten für den CDU-Verband aufnahm. Zuletzt war er von 1984 bis 1991 Landesgeschäftsführer des Wirtschaftsrates der CDU e.V. in Baden-Württemberg. 2001 gründete er das PostKundenForum e.V. für Verbraucher mit Sitz in Berlin. Von Juni 2003 bis Juni 2013 war er Vorstand des Deutschen Verbandes für Post, Informationstechnologie und Telekommunikation e.V. (DVPT) mit Sitz in Offenbach/Main und Berlin. Seit 2013 ist er Ehrenvorstand des DVPT und seit 2015 dessen Sprecher postpolitischer Sprecher. Er ist seit 2006 Ehrenvorstand des Kreisblasmusikverbandes Esslingen. Von 2007 bis 2020 war er 2. Vorsitzender des Fördervereins der Geschichtsstube Wernau.

## Politik
Müller trat 1967 sowohl der CDU, als auch der Jungen Union bei. Er ist Ehrenvorsitzender des CDU-Kreisverbandes Esslingen/Neckar. Er war von 1975 bis 1991 Stadtrat und Fraktionsvorsitzender der CDU in Kirchheim unter Teck. Sein Amt legte er nieder, nachdem er 1990 in den Deutschen Bundestag gewählt wurde. Er war Verhandlungsführer der CDU/CSU-Fraktion, die in der zwölften Wahlperiode die Privatisierung der Unternehmen Postdienst, Postbank und Telekom diskutierte. In der 13. Wahlperiode war er bei den Diskussionen um die Liberalisierung der Märkte im Post- und Telekommunikationsbereich Verhandlungsführer. Müller war Postpolitischer Sprecher der CDU/CSU-Fraktion, stellvertretender Vorsitzender des Unterausschusses Post/Telekom und Mitglied des Unterausschusses „ERP-Wirtschaftspläne“. Er war bis zum Ende der vierzehnten Legislaturperiode im Deutschen Bundestag tätig und schied 2002 aus diesem aus. Er gewann jeweils das Direktmandat des Wahlkreises Nürtingen. Parallel war er während seiner Abgeordnetentätigkeit Vorsitzender des Regulierungsrates bei der Regulierungsbehörde für Post und Telekommunikation (heute Bundesnetzagentur). Von 2004 bis 2008 war er erneut Stadtrat in Kirchheim unter Teck.